# Indien-Kantschil
Der Indien-Kantschil (Moschiola indica) ist ein Paarhufer aus der Gattung der Fleckenkantschile innerhalb der Familie der Hirschferkel. Er kommt in Indien zwischen der Wüste Thar und Gujarat im Westen und Westbengalen im Osten und möglicherweise auch noch im nepalesischen Tiefland vor. 

## Merkmale
Die Kopf-Rumpf-Länge beträgt 55 bis 59 Zentimeter, die Schwanzlänge 2,5 Zentimeter und das Gewicht der ausgewachsenen Tiere beträgt etwa 3 Kilogramm. Der Indien-Kantschil ist damit eine relativ große Hirschferkelart mit langen Hinterbeinen, einem breiten Schädel und einer relativ breiten Schnauze. Das Fell ist dunkelbraun, die aus Streifen und Flecken bestehende Musterung ist weiß, während sie bei den auf Sri Lanka vorkommenden Fleckenkantschilen gelb ist. Die obere Fleckenreihe bildet auf den Schultern einen zusammenhängenden Streifen und zerfällt auf der hinteren Rumpfhälfte wieder in einzelne Flecken. Die übrigen Streifen werden von langgezogenen, hintereinander angeordneten Flecken gebildet. Die Bauchseite ist hell beige und in der Mitte cremefarben. Die Zahnformel lautet: {\displaystyle {\frac {0.1.3.3}{3.1.3.3}}}.

## Lebensraum und Lebensweise

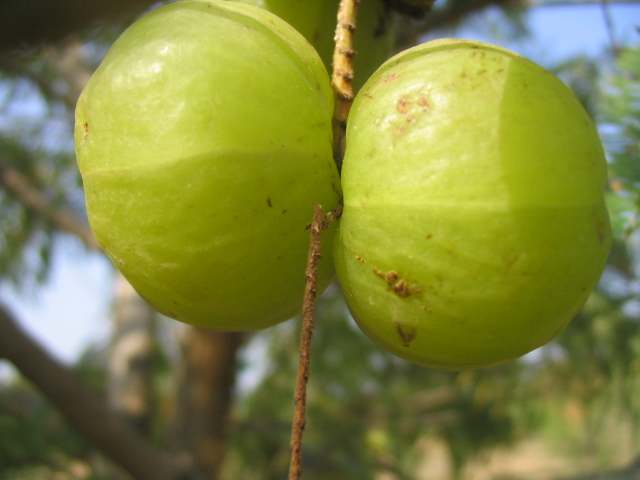
Die Früchte des Amlabaums gehören zur Nahrung des Indien-Kantschils

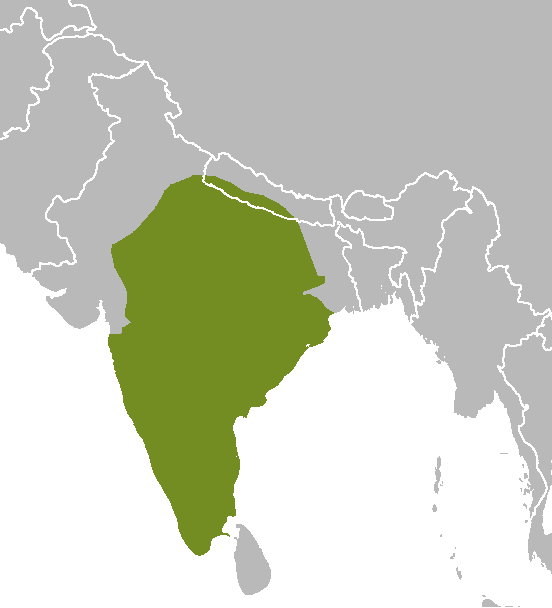
Das Verbreitungsgebiet des Indien-Kantschils

Der Indien-Kantschil bewohnt Feucht- und Trockenwälder, Bergwälder, Dickichte mit Elefantengras, Hügel, Ebenen und Hochebenen bis in Höhen von 1850 Metern über dem Meeresspiegel. Die lichtscheue, dämmerungs- und nachtaktive Art ist oft in der Nähe von Gewässern zu finden. Sie lebt einzelgängerisch oder paarweise und ernährt sich von Früchten und Kräutern. Zu den Früchten die die Tiere fressen, gehören unter anderem die des Baherabaums (Terminalia bellirica) und die von Gmelina arborea und Garuga pinnata. Indien-Kantschile und Axishirsche zusammen fressen 95 % der Früchte des Amlabaums (Phyllanthus emblica). Den Tag verbringen die Tiere in Laubhaufen, wo sie durch ihr Fell gut getarnt sind, in Baumhöhlen an der Basis der Stämme oder versteckt zwischen Felsen. Der Indien-Kantschil paart sich im Juni und im Juli und ein oder zwei Jungtiere werden nach einer Tragzeit von etwa fünf Monaten nach dem Ende des von Juli bis Oktober dauernden Südwest-Monsuns geboren. Zwillinge sind häufiger als bei anderen Kantschilarten. Das durchschnittliche Gewicht der Jungtiere bei der Geburt liegt bei 320 Gramm. Der Indien-Kantschil ist ein wichtiges Beutetier für Leoparden und Rothunde und auch von kleinen Raubtieren, wie dem Südindischen Buntmarder, ist bekannt, dass sie den Tieren nachstellen. Der Nepaluhu stellt den Jungtieren nach. Tiger und Goldschakakal erbeuten den Indien-Kantschil dagegen nur selten. Das Maximalalter in menschlicher Obhut beträgt sechs Jahre und neun Monate.

## Status
Der Indien-Kantschil wird von der IUCN in die Kategorie „nicht gefährdet“ (least concern) klassifiziert. Die Art kommt in mehreren Schutzgebieten vor. Sie war einst in Indien bis in den Süden von Nepal weit verbreitet. Heute bilden die Westghats den Verbreitungsschwerpunkt der Art. In Nepal wurden schon lange keine Indien-Kantschile mehr gesehen und wenn noch einzelne Exemplare dort existieren, so ist die Art dort inzwischen hochgradig gefährdet. In Indien ist sie ein beliebtes Jagdwild und ihr wird vom Menschen mit Hilfe von Jagdhunden oder mit Fallen nachgestellt. An vielen Orten wird sie als Bushmeat verkauft.